# Super Junior-M
Super Junior-M é um grupo masculino de mandopop. Formada em 2008 em Seul, Coreia do Sul, a banda é o primeiro grupo musical internacional na indústria musical chinesa a ter integrantes tanto de ascendência chinesa, como coreana. Super Junior-M é o terceiro subgrupo e o de mais sucesso criado a partir da boy band coreana Super Junior. O grupo era formado originalmente pelo líder Han Geng, Siwon, Donghae, Kyuhyun, Ryeowook, e dois integrantes que não faziam parte do Super Junior, Henry e Zhou Mi. Em dezembro de 2009, Han Geng entrou com uma ação judicial contra a agência SM Entertainment, deixando o grupo, fazendo com que o mesmo se separasse temporariamente. Han Geng foi mais tarde substituído por Sungmin e Eunhyuk, coincidindo com o lançamento do segundo EP do grupo, Perfection, em fevereiro de 2011.
Desde a saída de Han Geng do grupo, os integrantes consideram Sungmin como líder por ser o mais velho; porém sua agência nunca declarou nada oficialmente sobre a eleição de um novo líder.

## Carreira

### 2007: Formação e controvérsias
Em outubro de 2007, a SM Entertainment anunciou que um novo subgrupo do Super Junior estrearia na China em 2008. O integrante original Han Geng e Henry, que anteriormente havia participado de "Don't Don", foram anunciados como dois dos sete integrantes totais, representando o grupo. Alguns membros do fã-clube oficial assinaram petições online e realizaram protestos para expressarem sua insatisfação e oposição em relação à adição de um décimo quarto membro no grupo, temendo que um dos integrantes "originais" fosse "substituído".
Muitos fãs boicotaram produtos e executaram protestos silenciosos em frente do edifício principal da SM Entertainment em Seul, segurando cartazes com o slogan "Only 13" (em português, "Somente 13"). Mais de mil fãs apareceram na frente do prédio da companhia num terceiro protesto em 3 de novembro de 2007. Em vez de um protesto silencioso, os fãs cantaram várias músicas do Super Junior e gritaram "treze". Fãs compraram 58.206 ações da SM Entertainment, mantendo 0,3% de todo o estoque da empresa. Os fãs também lançaram uma declaração através da mídia afirmando que iriam evitar de todas as formas que a SM Entertainment adicionasse novos integrantes no grupo, mantendo Super Junior com apenas treze.

### 2008 – 2009: Estreia e sucesso comercial
Entre 4 e 7 de abril de 2008, os sete integrantes do Super Junior-M foram anunciados individualmente para a mídia chinesa em uma cadeia de pequenos videoclipes. O primeiro foi Han Geng, anunciado como líder em 4 de abril. Em 5 de abril, Siwon e Donghae foram revelados como segundo e terceiro integrantes. Kyuhyun foi anunciado como o quarto integrante, seguido do novo membro, Henry, como o quinto em 6 de abril. Ryeowook e o também novo integrante, Zhou Mi, foram anunciados como os dois últimos dois membros em 7 de abril. Um trailer de todos os sete integrantes foi lançado no dia de estreia do grupo, 8 de abril. O vídeo ultrapassou 1,4 milhão de acessos em menos de quatro dias.
Super Junior-M estreou em Pequim no dia 8 de abril de 2008, durante o 8th Annual Music Chart Awards, simultaneamente com o lançamento de seu primeiro videoclipe, "U" no portal Sohu. Eles lançaram seu álbum de estreia Me em províncias selecionadas da China a partir do dia 23 de abril. A versão coreana do álbum, com três faixas bônus foi lançado na Coreia do Sul em 30 de abril de 2008. Uma versão modificada do álbum foi lançada em Hong Kong, Singapura e Taiwan em 2 de maio. Embora a maioria das faixas do álbum tenham sido remakes em mandarim de sucessos anteriores do Super Junior, as críticas, em sua maioria, foram positivas. O cantor de Cantopop Hins Cheung criticou o álbum favoravelmente, dizendo que o mesmo contém "música de nível internacional" e que o grupo é "vocalmente talentoso".
Um mês após sua estreia, o grupo ganhou seu primeiro prêmio, "Novo Grupo Asiático Mais Popular", durante o 5th annual Music King Awards em Macau, em 25 de maio. Eles levaram para casa mais três prêmios naquele ano. Em 27 e 28 de dezembro, o subgrupo realizou seu primeiro concerto, o Super Junior-M Show, em Hong Kong.
Após a sua performance de estreia em abril de 2008, o grupo fez diversas aparições bem-sucedidas em programas de televisão para promover seu álbum de estúdio. Eles apareceram em um episódio da segunda temporada do programa Strictly Come Dancing, parceria entre a TVB e a  HunanTV, que fez a audiência aumentar em 5,01%, classificando-se como o terceiro programa mais assistido em toda a China. Sua aparição no talk show Behind Story também aumentou a audiência. O programa teve as classificações mais elevadas, com uma pico de 4,05%. Separados em vários episódios semanais, a participação do grupo no primeiro episódio do programa Bravely Going Forward no início de agosto deu ao mesmo as classificações mais elevadas durante aquele espaço de tempo. Em agosto de 2008, Han Geng foi escalado para o drama de televisão Stage of Youth, um mini-drama dedicado aos Jogos Olímpicos de Pequim de 2008. Han Geng interpretou Xia Lei, um jovem que sonha em ser um bailarino famoso. Outros integrantes do Super Junior-M fizeram pequenas participações no episódio final.
Em setembro de 2009, Super Junior-M lançou seu primeiro extended play, Super Girl. O EP rendeu-lhes uma nomeação para o 21st Golden Melody Awards. A canção-título "Super Girl" é a canção de maior sucesso do grupo, ganhando inúmeros elogios pela sua composição e performances.

### 2010 – 2011: Ação judicial contra a SM Entertainment, mudanças na formação ePerfection
Em dezembro de 2009, Han Geng entrou com pedido de rescisão de seu contrato com a SM Entertainment, alegando que as disposições eram ilegais e contra seus direitos, fazendo com que todas as atividades futuras do Super Junior-M fossem imediatamente canceladas. O restante do grupo voltou para a Coréia para o início da produção de seu quarto álbum de estúdio, Bonamana. Han Geng, no entanto, ficou na China e assinou com uma nova companhia, lançando seu primeiro álbum solo Geng Xin, em julho de 2010. Apesar de o subgrupo ter ficado inativo na maior parte do ano de 2010, sua canção "Super Girl" foi premiada no China's 2010 MusicRadio TOP Awards, incluindo prêmios de grupo Mais Popular e Melhor Composição.
Em dezembro de 2010, o Tribunal Distrital Central de Seul decidiu em favor de Han Geng. No entanto, a SM Entertainment anunciou que iria apresentar um recurso imediato para reverter a decisão. Em setembro de 2011, Han Geng e a companhia oficialmente chegaram a um acordo mútuo sobre o contrato, encerrando o caso.
Em fevereiro de 2011, Super Junior-M retomou suas atividades com dois novos integrantes do grupo principal substituindo Han Geng, Eunhyuk e Sungmin, com o lançamento do EP Perfection. O álbum estreou na segunda posição na parada da G-Music e permaneceu por quatro semanas. O relançamento foi lançado em 29 de abril, e assim como a versão original também estreou em segundo lugar, permanecendo nas paradas por 10 semanas.

### 2012 – presente:Break Down
Em 2012, o grupo retomou suas atividades na China, quando em 2 de outubro, junto com Kim Jang-hoon e EXO-M participaram de um concerto especial para marcar o vigésimo aniversário das relações diplomáticas entre China e Coreia do Sul. Isso foi seguido do anúncio oficial que o grupo estava preparando o seu segundo álbum de estúdio.
Em 7 de janeiro de 2013, Super Junior-M lançou o seu segundo álbum, Break Down, junto com o videoclipe para o single de mesmo nome. Uma conferência de imprensa foi realizada em Pequim no dia 7 de janeiro para promover o álbum.

## Integrantes

### Integrantes atuais
- Sungmin ( Líder )
- Eunhyuk
- Siwon
- Zhou Mi
- Donghae
- Ryeowook
- Kyuhyun

### Ex-integrantes
- Han Geng
- Henry

## Discografia

### Álbuns de estúdio
- 2008: Me
- 2013: Break Down

### Extended plays
- 2009: Super Girl
- 2011: Perfection
- 2014: Swing

### Trilhas sonoras
- 2011: Skip Beat!